# Laurie Scott
Lawrence "Laurie" Scott (Sheffield, 23 de abril de 1917 - 18 de julho de 1999) foi um futebolista e treinador inglês, que atuava como defensor.

## Carreira
Laurie Scott fez parte do elenco da Seleção Inglesa de Futebol que disputou a Copa do Mundo de 1950 no Brasil.

## Ligações Externas
- Perfil em FIFA.com (em inglês)